# Twardy Upłaz (Trzydniowiański Wierch)

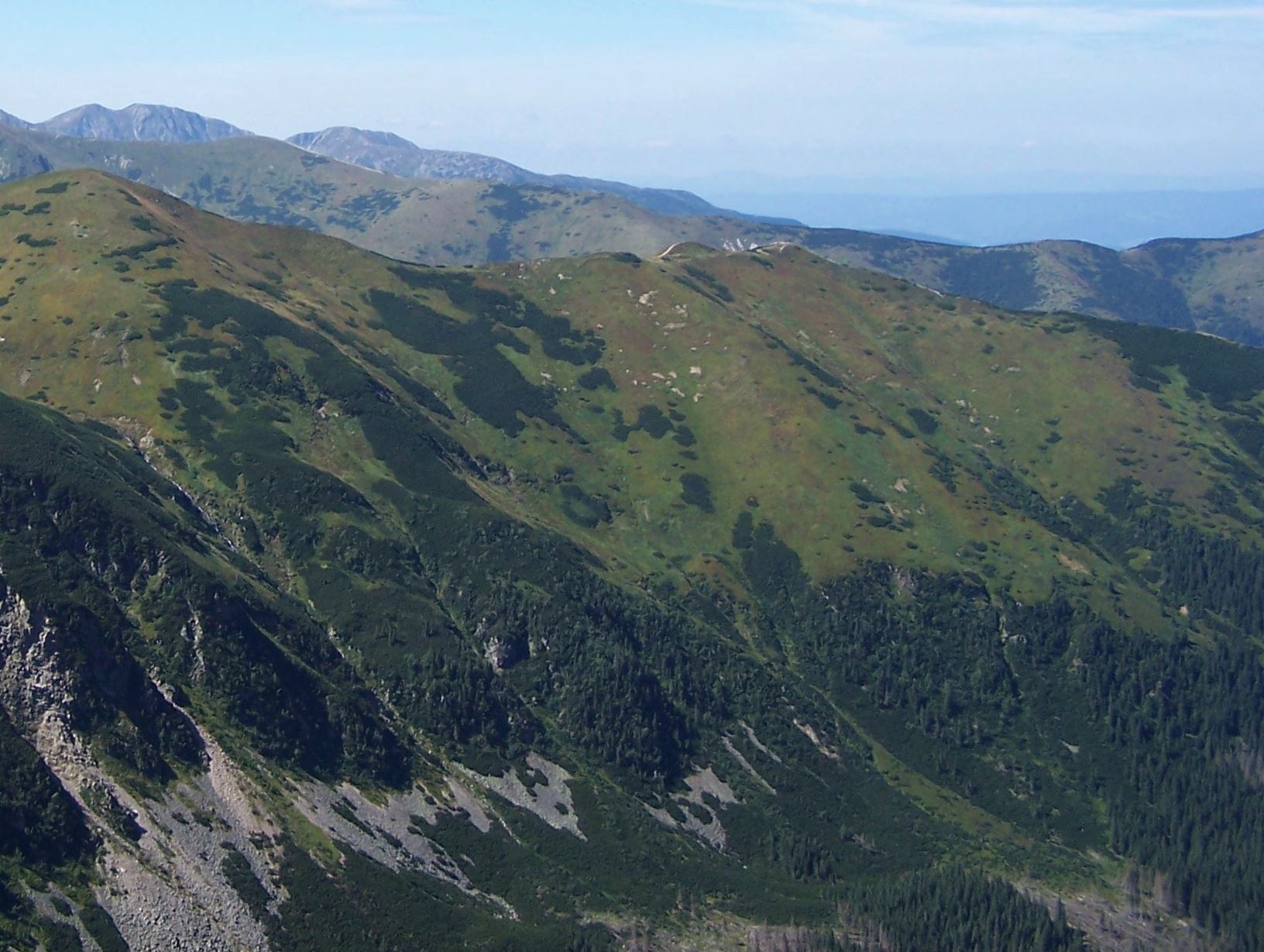
Czubik i Trzydniowiański Wierch z Twardym Upłazem

Twardy Upłaz – trawiasty upłaz na wschodnich stokach Trzydniowiańskiego Wierchu w polskich Tatrach Zachodnich. Ciągnie się w poziomie od żlebu Szyja po Dwojakowy Żleb, a w pionie od niższego szczytu Trzydniowiańskiego Wierchu (1758 m) do górnej granicy lasu na wysokości około 1450 m. Wśród traw znajdują się pojedyncze kwarcytowe, widoczne z dala białe skałki – tzw. gęsi. Dawniej trawiasty obszar upłazu sięgał niżej, górna granica lasu była bowiem obniżona w wyniku wypasu. Twardy Upłaz wchodził w skład Hali Stara Robota. Po zniesieniu wypasu górna granica lasu stopniowo podnosi się do swojego naturalnego pionowego zasięgu, a trawiaste obszary upłazu zarastają kosodrzewiną.